# 라이히스마르크
라이히스마르크(독일어: Reichsmark, ℛℳ)는 1924년부터 1948년 6월 10일까지 쓰였던 독일의 통화이다. 라이히스마르크는 100 라이히스페니히로 나뉜다.

## 역사
라이히스마르크는 1924년 독일에서 인플레이션이 절정에 이른 파피어마르크를 대체하기 위해 도입되었다. 교환 비율은 1,000,000,000,000(1조) 파피어마르크당 1 라이히스마르크이다. 경제를 안정시키고 전환을 순조롭게 진행시키기 위해 파피어마르크에서 라이히스마르크로 바로 교환되지 않고 렌텐마르크를 거쳐 라이히스마르크로 교환되었다. 교환 비율은 1 렌텐마르크당 1 라이히스마르크이다.
제2차 세계 대전 중, 독일은 점령국과 동맹국의 화폐에 대해 고정 환율제를 실시하여 결과적으로 독일 국민이 이익을 얻게 하였다. 환율은 다음과 같았다.
| 통화                    | 날짜            | 라이히스마르크와의 가치 |
| ----------------------- | --------------- | ----------------------- |
| 벨기에 프랑             | 1940년 5월      | 0.1                     |
| 벨기에 프랑             | 1940년 7월      | 0.08                    |
| 보헤미아 크로나         | 1939년          | 0.1                     |
| 불가리아 레프           | 1940년          | 0.03                    |
| 덴마크 크로네           | 1940년          | 1                       |
| 프랑스 프랑             | 1940년 5월      | 0.05                    |
| 이탈리아 리라           | 1943년          | 0.1                     |
| 룩셈부르크 프랑         | 1940년 5월      | 0.25                    |
| 룩셈부르크 프랑         | 1940년 7월      | 0.1                     |
| 네덜란드 휠던           | 1940년 5월 10일 | 1.5                     |
| 네덜란드 휠던           | 1940년 7월 17일 | 1.327                   |
| 노르웨이 크로네         | 1940년          | 0.6                     |
| 노르웨이 크로네         | ?               | 0.57                    |
| 폴란드 즈워티           | 1939년          | 0.5                     |
| 영국 파운드 (채널 제도) | 1940년          | 5                       |
| 크로아티아 쿠나         | 1941년 4월      | 0.05                    |
| 슬로바키아 코루나       | 1939년          | 0.1                     |
| 슬로바키아 코루나       | 1940년 10월 1일 | 0.086                   |
| 우크라이나 카르보바네츠 | 1942년          | 0.1                     |

제2차 세계 대전 이후, 라이히스마르크는 미국과 소비에트 연방에서 계속 인쇄되고, 독일에서 계속 유통되었다. 라이히스마르크는 1948년 6월에 서독에서는 도이체마르크로, 동독에서는 동독 마르크 (Ostmark)로 대체되었다.

## 동전

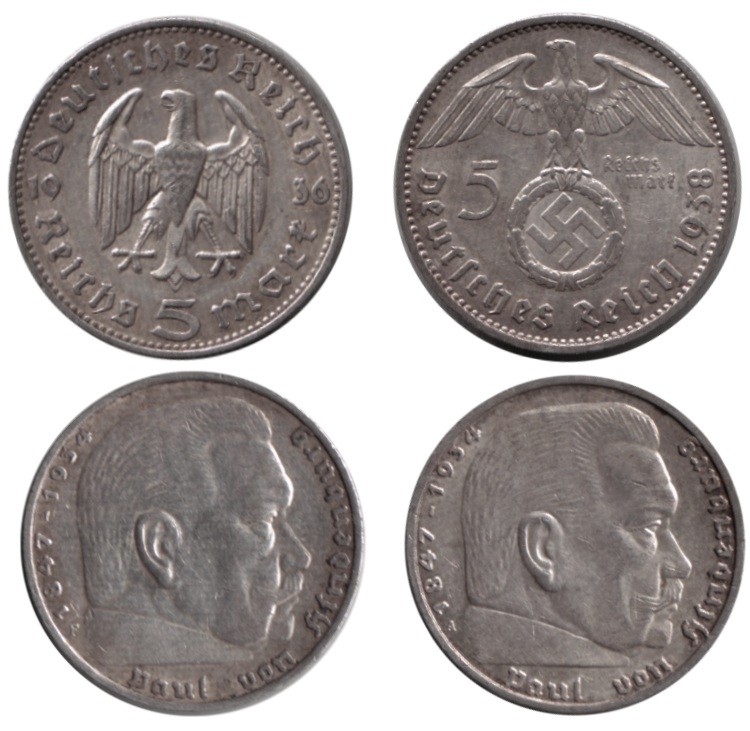
하켄크로이츠를 포함한 것과 그렇지 않은 5 라이히스마르크 동전

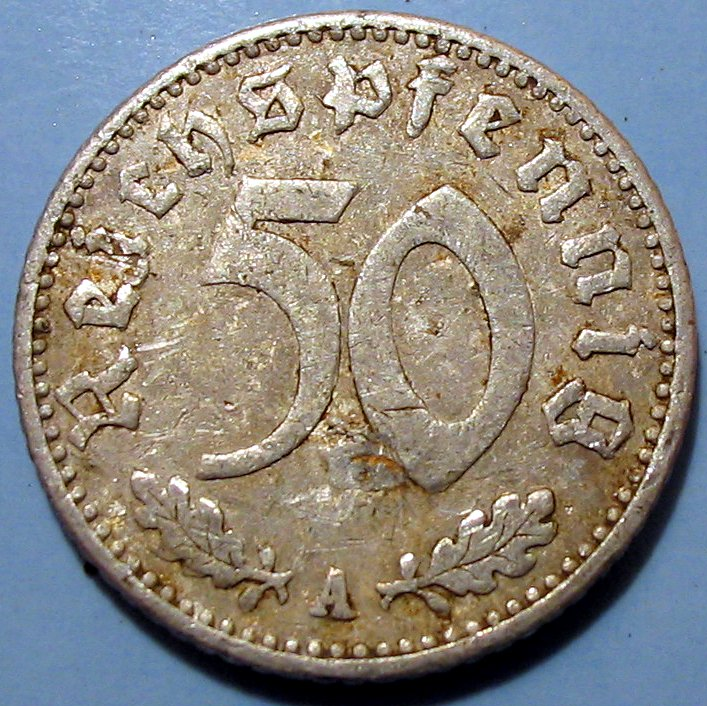
알루미늄제 50 라이히스페니히

1924년에 1, 2, 5, 10, 50 라이히스페니히와 1, 3 마르크 동전이 도입되었다. 1, 2 라이히스페니히는 구리로 제작되었고, 5, 10, 50 라이히스페니히는 알루미늄-구리 합금과 순도 500‰의 은으로 제작되었다. 1925년 순도 500‰ 은으로 제작된 1, 2 라이히스마르크 동전이 3, 5 라이히스마르크 기념 주화와 함께 유통 목적으로 도입되었다. 1927년 니켈로 주조된 50 라이히스페니히가 정식 5 라이히스마르크 동전과 함께 도입되고, 이어 1931년에 3 라이히스마르크 동전이 도입되었다.
라이히스마르크 동전의 질은 제2차 세계대전이 막바지로 다다르면서 계속 떨어졌고, 잘못 주조되는 일이 더욱 빈번해졌다. 이것이 진행 중인 전쟁으로 인해 경제에 심각한 영향을 주었던 현금 위조가 급격하게 늘어났다.
은제 1 라이히스마르크의 주조는 1927년에 종료되었다. 1933년에, 니켈로 주조된 1 라이히스마르크가 도입되고, 은의 양을 유지하기 위해 이전보다 작고 순도 625‰와 900‰인 2, 5 라이히스마르크 동전이 도입되었다. 3 라이히스마르크 동전의 주조도 함께 중지되었다. 1935년에 알루미늄제 50 라이히스페니히 동전이 주조되었지만 니켈이 1938년과 1939년에 다시 사용되었다. 1936년부터 1 라이히스마르크 동전과 5 라이히스마르크의 최초 버전을 제외한 모든 동전은 나치 휘장을 포함하고 있다.
제2차 세계 대전 중, 구리와 알루미늄-구리 합금 동전은 아연과 알루미늄으로 대체되었고, 2 라이히스페니히와 액면가 50 라이히스페니히 이상의 동전은 더 이상 발행되지 않았다. 하켄크로이츠를 포함한 동전은 1, 10라이히스페니히의 경우는 1944년, 5, 50 라이히스페니히는 1945년에 마지막으로 발행되었다.
전쟁 후, 연합국은 1945년부터 1948년까지 상대적으로 소액의 동전을 발행하였다
- 1945-46: 1, 10 라이히스페니히
- 1947-48: 5, 10 라이히스페니히

이 동전은 1940~1945년에 발행된 동전과 디자인이 아주 유사한데, 독수리 아래의 하켄크로이츠는 제거되었다.
- 주화의 기호별 조폐국
- A - 베를린
- B - 비엔나(빈)
- D - 뮌헨
- E - 드레스덴
- F - 슈투트가르트
- G - 카를스루에
- J - 함부르크

## 지폐
최초의 라이히스마르크 지폐는 국가은행과 바이에른주, 작센주, 바덴 주 은행에서 도입되었다. 1924년에 라이히스방크는 최초로 액면가 10, 20, 50, 100, 100 라이히스마르크 지폐를 발행하였다. 이어 같은 액면에 대한 2번째 발행이 1929년과 1936년 사이에 이루어졌다. 20 라이히스마르크 지폐는 1939년에 발행되지 않던 100 오스트리아 실링의 디자인을 바탕으로 발행되었다. 5 라이히스마르크 지폐가 1942년에 발행되었다. 이 기간 동안 렌텐 은행 역시 대부분이 소액면인 렌텐마르크를 발행하였다.
연합국의 독일 점령에 따라 연합국은 1944년에 지폐를 발행하였다. 이 지폐는 색상이 비슷하지만 액면가마다 크기가 달랐다. ½, 1, 5, 10, 20, 50, 100, 1000 마르크 지폐가 발행되었다.
1947년, 라인란트팔츠주는 5, 10 페니히 지폐를 발행하였다.

## 같이 보기
- 국가은행
- 페니히
- 독일 마르크
- 파피어마르크